# Oiliam José
Oiliam José (Visconde do Rio Branco, 9 de fevereiro de 1921 - Belo Horizonte, 23 de fevereiro de 2017) foi um professor, advogado, e historiador de Minas Gerais.

## Biografia
Oiliam José fez o curso secundário no Colégio Rio Branco, em sua terra natal, o de contabilidade em Miracema, RJ, e em Leopoldina, MG, e o superior na Faculdade de Direito de Juiz de Fora, MG, pela qual se bacharelou em 1963.
Fundou e dirigiu os jornais O Ginasiano e O Escoteiro.
Integrou os corpos docentes do Ginásio Rio Branco, de Visconde do Rio Branco, do Ginásio São Paulo de Muriaé, do Ginásio Leopoldinense, de Leopoldina, transformado na Escola Estadual Professor Botelho Reis, no qual foi titular da cadeira de História Geral e do Brasil, e da Faculdade de Filosofia, Ciências e Letras Santa Marcelina, de Muriaé, na qual foi catedrático de Literatura Portuguesa e Brasileira.
Foi secretário Municipal da Prefeitura de Visconde do Rio Branco. Contabilista da Secretaria de Finanças do Estado de Minas Gerais, na gestão de Celso Porfírio de Araújo Machado, chefiou seu gabinete na direção da Imprensa Oficial (1957-1959) e Secretário de Segurança Pública (1959-1961).
Dentre suas obras, várias ocuparam lacunas como a participação dos povos originários durante a corrida do ouro na província de Minas Gerais. No prefácio de sua obra Indígenas de Minas Gerais ele trata da importância desse tema para nossa história:
| “ | Indígenas de Minas Gerais foi escrito e se publica, pois, sob o signo da esperança. A de que os ameríndios, já extintos em sua totalidade, recebam dos brancos de hoje pelo menos estudo e compreensão. E para benefício exclusivo dos brancos. Os indígenas já morreram e não mais reclamarão os bens que os devassadores lhes subtraíram, mas poderão, com as terríveis lições emanadas de suas deficiências e erros, ensinar o “branco civilizador” a ser branco civilizado! | ” |

Foi membro de diversas associações acadêmicas, como a Academia Mineira de Letras (cadeira nº 30) e Instituto Histórico e Geográfico de Minas Gerais. Também recebeu diversas honrarias incluindo a Medalha de Honra da Inconfidência.

## Obras
Algumas obras selecionadas do autor:

### Históricas
- A abolição em Minas

- A propaganda republicana em Minas

- Historiografia Mineira: esboço

- Indígenas de Minas Gerais: aspectos sociais, políticos e etnológicos

- O negro na economia mineira

- Racismo em Minas Gerais

- Fatos e figuras de Visconde do Rio Branco

- Visconde do Rio Branco: notas sobre a sua história

- Visconde do Rio Branco: terra, povo, história

### Biografias
- Celso Machado: o homem e o político

- Francisco Sales: altivez e austeridade

- Marlière, o civilizador: esboço biográfico

- Silviano Brandão, a consolidação da República

- Tiradentes

- Wenceslau Braz: escalada fulgurante

### Poesia
- Poemas Orientais

- O efêmero e o eterno

### Religiosos
- Heróis e santos

- Admirável Serra da Piedade

- Pensar de Cristão

- Anseios de fé e esperança

- Sombras e luz

- Certeza e Temores

- Procura do eterno presente

- Toques de esperança e de luz